# Anaspis collaris
Anaspis collaris là một loài bọ cánh cứng trong họ Scraptiidae. Loài này được LeConte miêu tả khoa học năm 1851.